# 達維德·弗拉泰西
達維德·弗拉泰西（義大利語：Davide Frattesi；1999年9月22日—），意大利足球運動員，現時効力意甲球會国际米兰，司職中場。他也代表意大利國家足球隊參賽。

## 俱樂部生涯
弗拉泰西出生在羅馬，從小是罗马球迷，但他最早是在拉齐奥少年隊接受培訓。14歲的時候，弗拉泰西就上了拉齊奧的淘汰名單。
在羅馬，弗拉泰西很快就從U17上調進了青年隊，並接受（Alberto De Rossi）的調教。弗拉泰西在他手下表現出色，成為一個全能中場，和球隊一起贏得青年意大利杯冠軍。
2017年，弗拉泰西已經開始可以成為一線隊的替補球員，儘管從未在意甲聯賽出場。這一年夏天，羅馬把兩個青年隊小將弗拉泰西和里卡多·馬基薩（Riccardo Marchizza）交給了薩索羅，其中弗拉泰西標價500萬歐元，約定第一年回購價格是1000萬，第二年1500萬。
然而被羅馬看好的弗拉泰西卻沒有被回購，羅馬已經錯過了兩年約定期。這是因為剛到薩索羅時，弗拉泰西就遇到腳趾骨折，第一年錯過了大半個賽季，而在恢復後，薩索洛讓他先隨青年隊比賽。2018年，由於俱樂部認為弗拉泰西暫時還無法在一線隊佔據重要位置，又把他租借給意乙的阿斯科利，在那裡，弗拉泰西終於亮相職業聯賽，並且立即擔任主力。
弗拉泰西先後被租借到恩波利和蒙扎兩個意乙強隊，也經歷了兩次升級失敗。

## 國家隊生涯
弗拉泰西入選了意大利U20國家隊，代表意大利參加了2019年國際足協U-20世界盃。
歐國聯小組賽意大利對陣德國，弗拉泰西首發出戰，迎來意大利國家隊首秀。

## 榮譽

### 球會
國際米蘭
- 意大利足球甲级联赛冠軍：2023/24賽季[5]
- 義大利超級盃冠軍：2023年